# Quem Ama uma Vez não Deixa de Amar
Quem ama uma vez não deixa de amar é o título de uma canção escrita pelo músico e compositor Sergio Carrer, também conhecido como "Feio". Foi gravada por Guilherme & Santiago em 2006 e
lançada no álbum "ABCDE". A canção foi a terceira música de trabalho do álbum e também fez muito sucesso nas rádios de todo o país. Devido ao seu sucesso, foi gravada novamente no álbum "Ao Vivo em Goiânia - CD2", e também foi gravada pelas bandas de forró "Desejo de Menina" e "Léo & Leno e o Forró 3 Desejos". Dependendo da interpretação, pode parecer uma despedida de um suicida ou uma carta de amor.

## Desempenho nas paradas

### Posições
| País   | Parada (2007)  | Melhor posição |
| ------ | -------------- | -------------- |
| Brasil | Brasil Hot 100 | 35             |